# Enjijus megacephalus
Enjijus megacephalus (лат.) — вид пилильщиков из семейства Pergidae. Встречается в Южной Америке (Бразилия). Личинки развиваются на древесном растении гуайяве (Psidium guajava L.; семейство миртовые, Myrtaceae) 9 дней, после чего окукливаются в почве. Через 9—17 дней появляется имаго. Единственный вид рода Enjijus. Первоначально был описан в роде Acorduleceros.